# Die Wupper

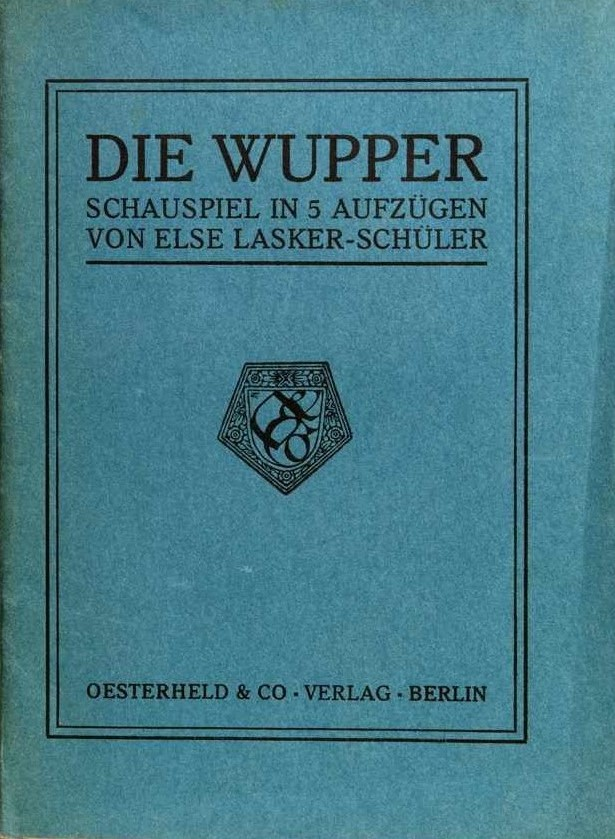
Die Erstausgabe erschien 1909 bei Oesterheld & Co. in Berlin

Die Wupper ist ein  Schauspiel in fünf Akten von Else Lasker-Schüler. Es wurde 1909 veröffentlicht und 1919 in Berlin uraufgeführt.

## Inhalt und Form
Seine Formensprache ist vielfältig und eigenwillig. Das erste Drama der Dichterin thematisiert soziale und religiöse Gegensätze im Industriemilieu des Wuppertals. Es gibt keine stringente Handlungsentwicklung, sondern schlaglichtartig und atmosphärisch verdichtet werden Szenen aneinandergereiht. An den Schicksalen von Mitgliedern der Unternehmerfamilie Sonntag und der Arbeiterfamilie Pius wird die innere Beziehungslosigkeit und Sinnlosigkeit des Lebens dargestellt.

## Geschichte
Die Wupper war das erste Theaterstück der Lyrikerin Else Lasker-Schüler. Es wurde 1909 im Verlag Oesterheld & Co. in Berlin gedruckt. Es kam zunächst zu keinen Aufführungen. Der Verlag weigerte sich 1912, einen weiteren Text von Else Lasker-Schüler aufzunehmen: „Der Verlag hat sich noch nicht erholt vom Reinfall in meine Wupper“.
Eine erste geplante Aufführung des Vereins Neue Freie Volksbühne in Berlin für den Herbst 1912 wurde nicht umgesetzt. Auch eine Zusage von Max Reinhardt für das Deutsche Theater für die Spielsaison 1918/19 fand nicht in der angekündigten Form statt. Schließlich führte der Verein Junges Deutschland das Schauspiel Die Wupper am 27. April 1919 in Berlin erstmals auf, allerdings offiziell als private Veranstaltung. Es folgten Vorstellungen an fünf weiteren Tagen.
Danach wurde das Stück mehrere Jahre nicht mehr gespielt, geplante Aufführungen in Prag, Wien und dem Schillertheater Berlin für den Herbst 1926 fanden nicht statt. Erst 1927 gab es die erste offizielle Vorstellung in Berlin, die dann sechszehnmal wiederholt wurde. Danach sind keine weiteren Inszenierungen bis 1958 bekannt.
Das Stück hatte seit seinem Erscheinen wegen seines expressionistischen Aufbaus und naturalistischen radikal gesellschaftskritischen Inhalts große Schwierigkeiten von etablierten Theatern angenommen und aufgeführt zu werden.
Auch bei der ersten Aufführung nach dem Krieg 1958 an den Bühnen der Stadt Köln kam es über die Inszenierung von Hans Bauer und mit dem Bühnenbild von Teo Otto zu wütenden Protesten.
Auch in  Wuppertal gab es bei der ersten dortigen Aufführung der Wupper Probleme. Dieses Stück hatte die Autorin ihrer Geburtsstadt gewidmet. Auch deshalb sollte es am 24. September 1966 zur festlichen Einweihung des dortigen neu erbauten Schauspielhauses gespielt werden. Das Bühnenbild hatte Teo Otto entworfen, mit dem sie im Schweizer Exil am Zürcher Schauspielhaus ihr zweites Stück Arthur Aronymus und seine Väter uraufgeführt hatte. Ursprünglich sollte Die Wupper  zur Eröffnung des Schauspielhauses am 24. September 1966 gespielt werden: als Premiere in Anwesenheit von Bundespräsident Heinrich Lübke. Weil man jedoch in der prüden Nachkriegszeit dieses angeblich sexistische Stück (Verführung einer 12 Jahre alten Minderjährigen, Exhibitionismus, Nacktfotos, Suizid etc.) dem damaligen Bundespräsidenten nicht zuzumuten glaubte, wurde es zum Entsetzen der beteiligten Künstler auf den nächsten Tag verschoben. Statt der Wupper gab es Lessings Nathan der Weise. Der Schriftsteller Heinrich Böll hatte zur Eröffnung des Schauspielhauses eine fulminante Rede über die Freiheit der Kunst gehalten. Doch diese Freiheit wurde an jenem 24. September 1966 durch den Eingriff missachtet. Die angeordnete Verlegung des Stückes wird bis heute geschönt oder verschwiegen. Beschönigend wird die  Aufführung vom nächsten Tag als „zweite Eröffnungspremiere“ dargestellt. Diese Aufführung wurde dann zum Berliner Theatertreffen 1967 eingeladen und vom WDR für das Fernsehen aufgezeichnet. Teo Otto bemerkte im Rückblick auf diese Zeit: „Es ist zu hoffen, dass diese Stadt (Wuppertal) langsam begreift, welches Kind der Sterne in diesen Mauern zur Welt kam.“

## Bearbeitungen
1967 gab es eine Aufzeichnung der Inszenierung in Wuppertal für das Fernsehen durch den WDR. Gleichfalls wurde danach  eine Hörspielfassung aufgenommen. 1978 gab es eine weitere Hörspielbearbeitung durch den WDR unter der Regie von Heinz Dieter Köhler mit Brigitte Horney, Irmgard Först und Angelika Thomas.

## Ausgaben
- Die Wupper. Schauspiel in 5 Aufzügen, Oesterheld Berlin 1909 – Bibliotheca Augustana
- Die Wupper. Schauspiel in fünf Akten. Cassirer, Berlin 1919, mit einigen kleinen Textänderungen.
- Die Wupper. Schauspiel in fünf Akten, mit Dokumenten zur Entstehungs- und Wirkungsgeschichte und einem Nachwort von Fritz Martini. Philipp Reclam jr., Stuttgart 1977.
- Die Wupper. Schauspiel in fünf Akten. Nachwort Johannes Barth. Reclams Universal-Bibliothek 2016.
- Die Wupper. Schauspiel in fünf Aufzügen. Hofenberg 2016, ISBN 978-3-86199-534-0.